# Alexis Zárate
Alexis Joel Zárate Maldonado (General Deheza, Córdoba, Argentina, 8 de mayo de 1994) es exfutbolista argentino formado y surgido de Independiente, que jugaba como defensor.

## Trayectoria
Durante 2013 y hasta 2018 fue jugador de Independiente, alternando entre concentración y suplencia. Debutó futbolísticamente siendo titular el 23 de junio de 2013, en el empate 1 a 1 entre Independiente y Colón, en Santa Fe, siendo esta la despedida en Primera del rojo. La temporada 2014 fue la mejor de su carrera disputando 12 partidos, en los que fue titular en muchas veces, donde el club finalizó en el cuarto puesto.

## Selección nacional
Zárate tuvo mucha participación con la Selección Sub-17 donde disputó el Sudamericano y el Mundial Sub-17 de 2011. Con la Sub-20 también fue convocado constantemente, incluso saliendo campeón de torneos amistosos, aunque terminó quedándose fuera del plantel que disputó el Sudamericano de 2013 y que no logró clasificar al Mundial. 

### Participaciones en selecciones juveniles
| Torneo                                 | Sede    | Resultado        |
| -------------------------------------- | ------- | ---------------- |
| Campeonato Sudamericano Sub-15 de 2009 | Bolivia | Primera ronda    |
| Campeonato Sudamericano Sub-17 de 2011 | Ecuador | Tercer puesto    |
| Copa Mundial de Fútbol Sub-17 de 2011  | México  | Octavos de final |

## Condena por violación
Zárate fue acusado de "abuso sexual" cometido a Giuliana Peralta, en ese momento en una relación con su compañero de equipo Martín Benítez, el 16 de marzo de 2014. La joven acusó a Zárate de haberla violado mientras dormía junto a Benítez en una habitación.

### Sentencia
Tras el juicio oral, el 18 de septiembre de 2017, el Tribunal Oral en lo Criminal 1 de Lomas de Zamora lo declaró culpable y lo condenó a seis años y medio de prisión por abuso sexual.
El 3 de julio de 2020, Zárate fue detenido por orden del Tribunal Oral 1 de Lomas de Zamora tras un fallo de la Suprema Corte bonaerense y el 8 del mismo mes, trasladado a la unidad 19 de Saavedra, en la provincia de Buenos Aires. 